# YH-41塞尼卡直升機
YH-41塞尼卡/CH-1 天鉤（英語：Seneca/Skyhook)是西斯納有史以來建造的唯一一架直升機。它是第一架降落在派克峰頂峰（海拔14,110 feet (4,300 m) ）的直升機，也是最後一架創下直升機高度記錄的活塞發動機直升機。CH-1在民用市場命名為天鉤，類似於塞斯納在其小型飛機系列中使用的名稱，例如天鷹、天際線(飛機）和天空馬車。美國陸軍將CH-1C命名為YH-41 Seneca，其命名保持美軍以美洲原住民命名的傳統，源於塞尼卡人。 雖然CH-1創新了許多直升機紀錄，但它從未在商業或軍事上取得成功。

## 發展
西斯納於1952年1月14日收購了堪薩斯州威奇托 (堪薩斯州)的Seibel直升機公司。 Seibel直升機公司的所有設備，包括Seibel S-4B，都被轉移到西斯納位於威奇託的工廠，並於1952年夏天開始CH-1的設計工作。查爾斯·塞貝爾(Charles Seibel)成為新直升機部門的總工程師。塞斯納飛行員試飛了塞貝爾的S-4B幾個月，以使工程師熟悉直升機，然後它就被報廢了。
工程師在衛奇塔州立大學創建CH-1的四分之一尺寸風洞模型並進行了測試。第一台試驗機沒有封閉的機身或整流罩，也沒有水平穩定器。該試驗機編號為CH1-1，於 1953年7月首次試飛，最終達到了10,000 feet (3,000 m)。 實際的CH-1原型機是在對試驗機進行修改後建造的，第一艘原型機於1954年在Prospect工廠進行了首飛。
1955年6月9日，CH-1 獲得了CAA型號合格證 3H10。CH-1最初被為雙座直升機，然而因重量配置的問題，工程師稍後將其改裝為四座版本，四座版本於1956年2月28日獲得認證。
1955年12月，塞斯納為了陸軍的生產測試合同正，將CH-1A進行改裝，內容包括裝配新的發動機以及重新設計更符合空氣動力的外殼及結構。1956年春，陸軍授予塞斯納價值110萬美元的合同，購買10架CH-1B用於測試，並指定為YH-41 Seneca。
CH-1在服役期間打破了許多紀錄。它的巡航速度比同類機器更高，並且一架由陸軍上尉詹姆斯·E·鮑曼（James E. Bowman.）駕駛的CH-1B，在裝配FSO-526-2X發動機後於1957年12月28日創下了29,777 feet的國際航空聯盟直升機世界高度記錄。先前的記錄是由渦輪動力的法國航太雲雀II型直升機創造，後來雖被另一架Alouette II打破，但CH-1B仍然創造活塞動力直升機有史以來達到的最高高度。CH-1C是第一架獲得 國際航空聯盟儀器飛行認證的直升機。
該機於1962年12月停產。該公司表示，這是由於民航市場尚未為此類飛機做好準備，儘管CH-1的機主Rex Trailer聲稱這是由於災難性的傳輸故障造成的。

在退役過後，大部分的CH-1/YH-41都被西斯納回收並銷毀，目前只留有一架YH-41A存放位於阿拉巴馬州魯克爾堡的美國陸軍航空博物館。

### 設計
CH-1採用獨特的L形截面鉸鏈，將主旋翼葉片連接到輪轂上，以代替更傳統的變槳軸承。CH-1的外部設計由塞斯納工業設計師Richard Ten Eyck設計。它採用低調、流線型的飛機機身，引擎位於前面，機艙座椅位於動力裝置後方。前置引擎位置提供了“易於接近，...高效冷卻，並釋放駕駛艙後面的重心以用於一次性負載”，但也提出有關排放廢氣的問題，這將證明成為飛機整個生命週期中的一個問題。此外，由於飛機式機身造成的尾梁尺寸，在懸停和前飛時產生了空氣動力學問題，這些問題必須透過後來的空氣動力學結構改變來解決。

## 型號

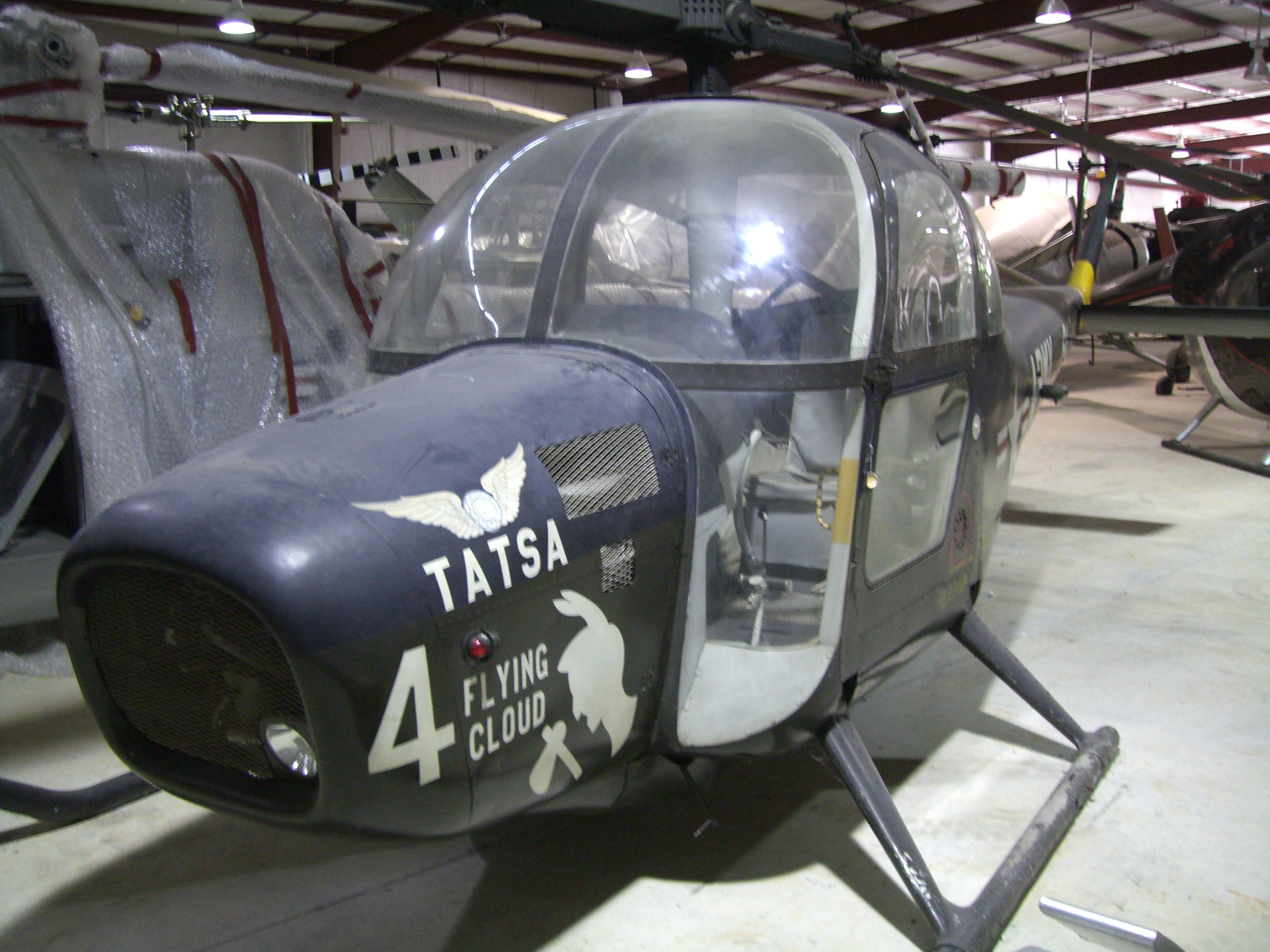

CH1-1
沒有金屬外殼的原型機，用於初始懸停和飛行測試
CH-1
雙座版本的原型機，配備Continental FSO-470發動機
CH-1A
四座版本的原型機，為了解決尾梁的穩定性問題
CH-1B
1955年為了陸軍的合約而進行的改版，裝備Continental FSO-526 發動機
YH-41A
美國陸軍購買的10架CH-1B，用於進行服役評估
CH-1C
UH-41A
美國政府為了其對外軍事支援計劃（Military Assistance Program）所購置的15架CH-1C
CH-4
1架改裝過的CH-1C，用以參與美國陸軍的輕型觀察直升機計劃，裝配1具Allison Model 250發動機
CH-1D
裝配新型引擎的CH-1C

## 服役國家
- 厄瓜多空軍（英语：Ecuadorian Air Force） -4架UH-41A[5]

 伊朗
- 伊朗陸軍 -4架UH-41A，後來由貝爾205直升機和貝爾206直升機取代[3]

 美国
- 美國陸軍 -10架YH-41A用於測試與評估[5]

### 書籍
- Taylor, John W. R. . London: Sampson Low, Marston & Company, Ltd. 1961.

- Lambermont, Paul Marcel. . London: Cassell. 1958. OCLC 1247556.

## 外部連結
维基共享资源上的相關多媒體資源：YH-41塞尼卡直升機
1. ↑  Cessna's calibrated instrumentation showed 30,355 feet.